# Youssef Handichi
Youssef Handichi (en arabe : يوسف حنديشي), né le 23 août 1976 à Aklim au Maroc, est un homme politique belge membre du Mouvement réformateur (MR). Élu député bruxellois en 2014 et en 2019 sur la liste du Parti du travail de Belgique (PTB), il rejoint le MR en mars 2024 et est élu à la Chambre en juin 2024.

## Biographie
Youssef Handichi est né le 23 août 1976 à Aklim (Maroc). Arrivé en Belgique à l'âge de trois ans, il grandit à Schaerbeek, et devient conducteur d'autobus à la STIB. Il y est délégué syndical.

### Député au Parlement bruxellois
Il est élu comme député PTB au Parlement bruxellois lors des élections régionales du 25 mai 2014 et est réélu le 26 mai 2019. Il milite alors pour la « taxe sur les millionnaires », contre la « neutralité exclusive » et en faveur de la gratuité des transports publics. Il doit sa popularité à son engagement sur le terrain. « C’est quelqu’un qui portait les valeurs du PTB. Il combattait la taxe kilométrique, luttait pour des logements abordables, était aux côtés des travailleurs de la Stib dans tous leurs combats, et s’était mêlé au dossier des taxis. Il était déterminé à défendre les sujets qui lui tenaient à cœur, était très à l’écoute des gens et connaissait leurs préoccupations », explique la cheffe de groupe PTB au parlement bruxellois, Françoise De Smedt, après la rupture de Youssef Handichi avec son ancien parti.
En février 2024, Youssef Handichi quitte le PTB et siège comme député indépendant. Son changement d'orientation politique attire l'attention et surprend,.
Après plusieurs semaines d’atermoiements et une longue polémique, Youssef Handichi annonce rejoindre le MR et se présente sur leur liste pour les élections législatives fédérales belges de 2024, en très convoitée troisième position. Les personnalités politiques ironisent sur ce grand écart idéologique, le transfert d'un élu communiste vers un parti de droite n'est pas banal. Certains analystes lient aussi son parcours politique à son parcours professionnel : membre du PTB lorsqu'il était ouvrier, puis passage au MR après être devenu chef d'entreprise. Selon Alexia Bertrand, membre du Mouvement réformateur et de l'OpenVLD, « ce sont les braconniers qui font les meilleurs gardes-chasse ». Selon Frédéric Chardon de La Libre Belgique, « une telle évolution idéologique – du marxisme au libéralisme – pourrait agir comme un répulsif ». Youssef Handichi affirme être « libéral depuis longtemps » lors de sa conférence de presse de présentation : « je suis le premier surpris d’avoir transité par le PTB ». Aux élections législatives fédérales belges de 2024, le transfuge ne réalise que 3.280 voix de préférence, contre 13.079 en 2019. Handichi est un des perdants du scrutin. Il est néanmoins élu député à la Chambre des réprésentants grâce aux votes en case de tête,. Il assume désormais des positions en faveur de la baisse de l’impôt sur les bénéfices des sociétés et en défaveur de la gratuité des transports publics, à rebours de ses anciens engagements.

### Vie privée
Il a quatre enfants.

## Controverses
Les propos de Youssef Handichi sur la neutralité de l'État provoquent une polémique en 2024. Il se dit « pas forcément pour la neutralité exclusive de l’État », en contradiction avec la ligne officielle du MR.